# Ramhultafallet

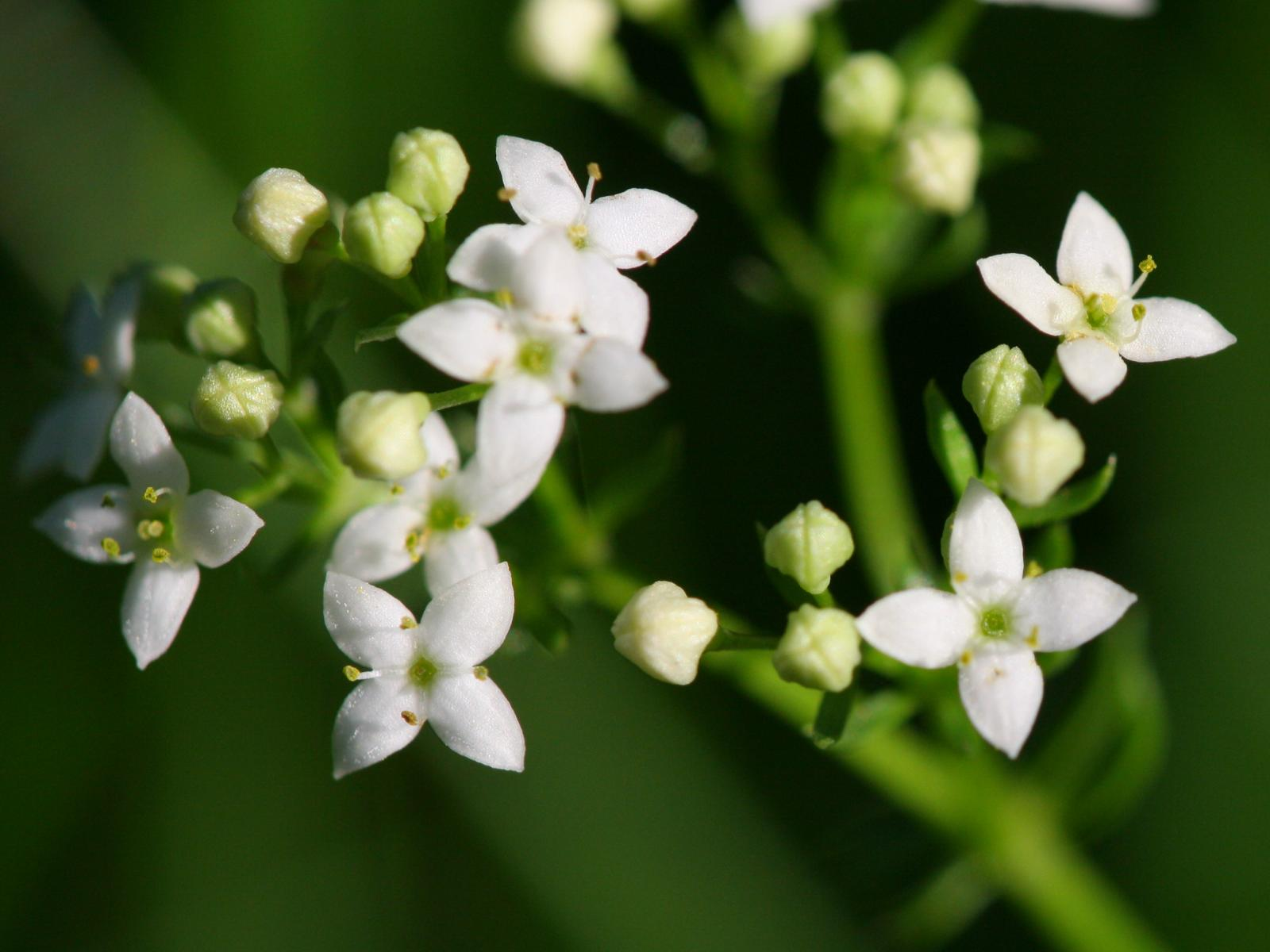
Stenmåra

Ramhultafallet är ett naturreservat nordost om Ramhulta  vid sjön Lygnerns nordvästra strand i Marks kommun i Västra Götalands län.
Reservatet är skyddat sedan 1997 och omfattar 26 hektar. Det är beläget vid sjön Lygnerns nordvästra strand. 
Det är ett skogsreservat som domineras av ek. Det finns även asp och gammal tall. Vid Lygnerns strand växer klibbal. Inom reservatet växer blåsippor, vitsippor och gullpudra. Ovanliga arter som finns inom området är mussellav, ekskinn, trollsmultron och västkustros. Stora områden domineras av blåbärsris med inslag av kruståtel och ängskovall. På några ställen förekommer stenmåra.
Marken är starkt kuperad med tvärbranta stup och sluttningar ned mot Lygnern. I den norra delen finns en gammal inäga med vidkroniga ekar. Största sevärdheten är Ramhultafallet, som kastar sig nerför branterna och ut i sjön Lygnern. Fallen är en del av Ramnån.
I naturreservatet finns även fornlämningar i form av två stensättningar. 
Området ingår i EU:s ekologiska nätverk av skyddade områden, Natura 2000. 
Naturreservatet förvaltas av Västkuststiftelsen.